# Telmatoscopus anomalus
Telmatoscopus anomalus és una espècie d'insecte dípter pertanyent a la família dels psicòdids que es troba a Àsia: Malàisia.